# 泉清人
泉 清人（いずみ きよと、1934年7月1日 - 1997年10月7日）は、日本の建築学者。
東京出身。1960年北海道大学工学部建築学科卒業。1966年ハワイ大学大学院建築学専攻修士課程修了。1983年サウサンプトン大学音響振動研究所客員研究員。室蘭工業大学教授を経て、1997年室蘭工業大学学長。建築環境工学専攻。